# Кудзікі
Кудзікі (яп. 旧事紀, «Стара історія»), або Сендай Кудзі Хонґі (яп. 先代旧事本紀, «колишня історія») — японське історичне писання, священна та літературна пам'ятка. Кудзікі було, як вважають, одним з найперших японських хронік до середини періоду Едо, коли такі вчені, як Токугава Міцукуні, успішно стверджували, що дане писання лише наслідує Ніхон Сьокі, Кодзікі та Кого Шюї. 

## Автор
Автор невідомий, проте генеалогія роду Монобе, що докладно описана у рукописі, і багато речей, пов’язаних із ними, наштовхують на думку про те, що автором є хтось з роду Монобе.

## Структура
Усього Кудзікі має десять томів. Вони охоплюють історію Давньої Японії під час правління імператриці Суйко, третьої доньки імператора Кінмей. 
Передмова, імовірно, написана Соґою но Умако (626). Доки Кудзікі містило цитати з Кодзікі та Ніхон Сьокі, п'ятий та десятий том містять унікальні записи.  
Кудзікі складається з десяти томів, але існують також три брехливі документи, які також звуться Кудзікі, а саме: 
- Шіракава Кудзікі (白河本旧事紀), що складається з тридцяти томів (зберігається в родині Шіракави Хакуоу.
- Енпохон Сендаі Кудзі Хонґі Тайсейкьо (延宝本先代旧事本紀大成経), що складається з семидесяти двох томів. Знайдений у 1679 році.
- Сазакі Денхон Сендаі Кудзі Хонгі Тайсейкьо (鷦鷯伝本先代旧事本紀大成経), що складається з тридцяти одного тому. [3]

## Переклад
Повний переклад Кудзікі на англійську був створений у 2006 році Джоном Р. Бентлі, який стверджував, опираючись на свої попередні переклади та дослідження рукописів, що Кудзікі було написане на початку VII ст. до н.е., тобто перед Коґо Шюї. Також він визначив, що Кудзікі писалось під час того ж історіографічного руху, що й Ніхон Сьокі та Кодзікі.